# Enköpings Kvarnstensfabrik
Enköpings Kvarnstensfabrik var en fabrik i Enköping i verksamhet 1907-1984. Produktionen bestod främst av konstgjorda kvarnstenar, men även en mängd andra produkter.

## Historia
Enköpings Kvarstensfabrik grundades 1907 av Carl Johansson i kompanjonskap med kvarn- och sågägaren L. P. Sten. Man inriktade sig främst på tillverkning av konstgjorda kvarnstenar men man sålde även siktdukar, kvarnhackor, remmar och magneter för foderrensning. Under sina första år var fabrikationen inrymd i en verkstad vid L. P. Stens kvarn i Fanna strax sydöst om Enköping. 
1913 utträdde Sten ur firman och Carl Johansson etablerade då sin fortsatte verksamhet i närheten av Enköpings järnvägsstation. 1913 sökte och beviljades Johansson en treveckorsstipendium att studera kvarnmaskinindustrin i Tyskland, Schweiz och Österrike-Ungern, och resulterade i långvariga affärskontakter. Firman började bland annat importera tyska valsstolar och rensmaskiner.
1915 konstruerade och till vissa delar patentsökte Johansson en frisvängande plansikt för mjölsiktning. Denna kom att bli en av fabrikens viktigare produkter, men försäljningen minskade under 1940-talet och produktionen upphörde 1947.
1923 installerades en specialmaskin för räffling av kvarnvalsar till valsstolar. Man inledde samma år ett samarbete med Uppsalafirman Stål- & Maskin AB för samproduktion av valsstolar. På grund av dålig lönsamhet upphörde dock produktionen redan 1928. Man kom dock att använda maskinerna för omslipning och räffling av kvarnvalsar efter beställning. Rationaliseringar inom kvarnindustrin ledde till att kvarnmaskinerna fick allt mindre betydelse för fabriken under 1940- och 1950-talen.
Vid sidan av kvarnmaskinproduktionen sysslade man även med andra typer av sorteringsmaskiner. Vid mitten av 1920-talet konstruerade Carl Johansson speciella sandsorteringsmaskiner för grustag och murbruksfabrikanter. 1932 inleddes ett fruktbart samarbete med AB Bofors Nobelkrut i Karlsskoga, som var i behov av effektiva krutsorteringsmaskiner. Carl Johasson konstruerade en sådan, och ett femtiotal av dessa levererades till Bofors fram till 1982. Man tillverkade även sådana för export till andra länder som Egypten, Argentina och Pakistan. Man tillverkade även specialsiktar för acetylsalicylsyra och paradiklorbensol åt Bofors.
Konstgjorda kvarstenar av Naxos smärgel, fransk flinta, magnesit och karborundum var dock från början främsta produkten. Efter första världskrigets produktionsstopp kom dock inte produktionen igång igen förrän 1932, då efterfrågan på kvarnstenar var stor. Andra världskriget ställde åter till problem med råvarutillgången, och den sista kvarnstenen tillverkades 1942.